# Hodh Ech Chargui
Hodh Ech Chargui Hodh Ech Charghi (arabisk: ولاية الحوض الشرقي) er en region i den østlige del af Mauretanien, og grænser til regionerne Adrar, Tagant og Hodh El Gharbi, og til Mali både mod øst og syd.
 Hodh Ech Chargui er inddelt i seks departemnter (moughataa).
| Departementer ("moughataa")   | Indbyggertal (2000) | Kommuner (hovedstaden øverst) |
| ----------------------------- | ------------------- | --- |
| Amourj                        | 70.089              | - Amourj - Adel Bagrou, 36.007 indbyggere - Bougadoum, 29.045 |
| Basseknou (eller Bassikounou) | 35.734              | - Basseknou 7.856 indbyggere - El Megve, 7.612 indbyggere - Fessale, 10.982 indbyggere - Dhar, 9.284 indbyggere |
| Djiguenni                     | 6.704               | - Djiguenni 10.862 indbyggere - Mabrouk, 5.838 indbyggere - Feirenni, 6.427 indbyggere - Beneamane, 4.466 indbyggere - Aoueinat Ezbel, 6.873 indbyggere - Ghlig Ehl Beye, 4.564 indbyggere - Ksar El Barka, 5.070 indbyggere                                                                         |
| Néma                          | 63.377              | - Néma 50-60.000 indbyggere - Achemine, 3.012 indbyggere - Jerif, 4.401 indbyggere - Bangou, 7.460 indbyggere - Hassi Etile, 5.677 indbyggere - Oum Avnadech, 12.003 indbyggere - El Mabrouk, 4.248 indbyggere - Beribavar, 3.147 indbyggere - Noual, 2.545 indbyggere - Agoueinit, 7.125 indbyggere |
| Tembedgha (eller Tembedra)    | 56.521              | - Tembedgha 11.390 indbyggere - Touil, 10.193 indbyggere - Koumbisaleh, 9.346 indbyggere - Bousteille, 14.904 indbyggere - Hassi M' Hadi, 10.688 indbyggere |
| Oualata                       | 11.779              | |

## Eksterne kilder og henvisninger
- Statistik

19°00′N 7°15′V / 19.000°N 7.250°V
|  | Infoboks uden skabelon Denne artikel har en infoboks dannet af en tabel eller tilsvarende. |